# Fiódor Chuchin

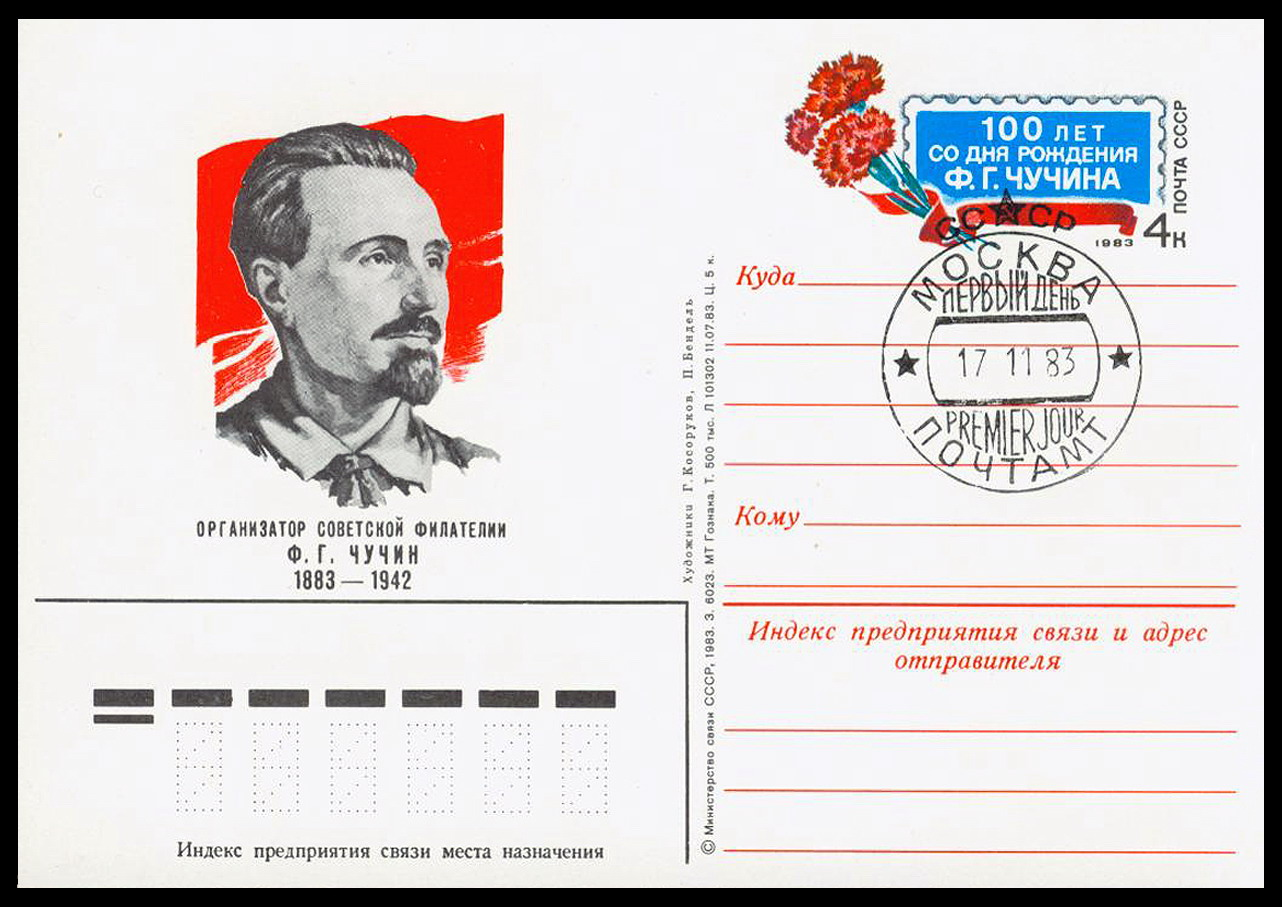
Postal "100 años del nacimiento de Chuchin". URSS, 1983.

Fiódor Grigórievich Chuchin (en ruso: Фёдор Григорьевич Чучин; 5 (17) de febrero de 1883, Zaimishche, Gobernatura general de Nóvgorod, Imperio ruso-15 de enero de 1942, Moscú, URSS) fue participante del movimiento revolucionario de Rusia, trabajador soviético, iniciador y promotor de la filatelia soviética.

## Contribución filatélica

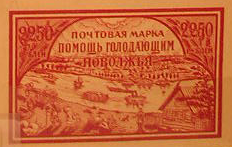
Semipostal de la RSFS de Rusia para Pomgol, 1921.

En 1921 fue nombrado Comisionado de la Comisión Central del Alivio para Famélicos con VTsIK (o CC Pomgol) sobre la Filatelia y los Notafilia en la URSS. En el mismo año sugirió a Lenin el proyecto de introducción de monopolio del gobierno para la filatelia y dirección de los medios para la eliminación del analfabetismo. Lenin sostenía el proyecto, pero proponía dirigir los ingresos para ayudar el hambre infantil. 
La decisión del SovNarKom de 30 de diciembre de 1921 “Sobre el monopolio de la filatelia” contribuido al uso efectivo de la filatelia para la eliminación del analfabetismo, mejoramiento de la vida de los niños, lucha contra el hambre y sus consecuencias. Fondos de dinero, que fueron generados para la venta de coleccionables, se destinaron para ayuda de los niños hambrientos.
Desde finales de 1921, fue un representante del Comisariado del Pueblo para el Comercio Exterior en el Bureau Ruso de la Filatelia (del ruso: Российское бюро филателии).
Desde el 30 de marzo de 1922 Chuchin trabajado como Comisionado de CC Pomgol en Rusia y en el Exterior para los Donativos de Estampillas en Favor de los Famélicos (luego Comisionado de CC para Superar las Consecuencias del Hambre sobre la Filatelia y los Notafilia).
Por iniciativa de Chuchin, el 1 de mayo de 1923 se fundó la Asociación Rusa de Filatelistas. Fue el fundador y editor principal de la revista Filatelista Soviético (en ruso: Советский филателист, 1922-1924; posteriormente - Coleccionista Soviético, 1925-1928), editor del manual Satélite de los Filatelistas y Notafilista (en ruso: Спутник филателиста и бониста, 1924).
Por iniciativa de Chuchin, el 14 de diciembre de 1924 al 1 de febrero de 1925 en Moscú se efectuó la exhibición filatélica con la participación de los filatelistas de una cantidad de ciudades de URSS y de 14 países extranjeros. En 1926 Chuchin encabezó la Asociación de Filatelistas Soviéticos.
En 1925 publicó su conocido catálogo de estampillas rurales rusas, más conocidas como Zemstvos. Aún hoy, dicha obra sigue siendo la referencia obligada para quien quiera estudiar dichas estampillas.
Desde 1924 estaba en el trabajo científico y pedagógico en Moscú. Desde 1931 era un pensionista. Reprimido y ejecutado en 1941.